# Coupe de France 1969/70
Het seizoen 1969/70 was het 53e seizoen van de Coupe de France in het voetbal. Het toernooi werd georganiseerd door de Franse voetbalbond.
Dit seizoen namen er 1375 clubs deel. De competitie ging in de zomer van 1969 van start en eindigde op 31 mei 1970 met de finale in het Stade Olympique Yves-du-Manoir in Colombes. De finale werd gespeeld tussen AS Saint-Étienne (voor de vierde keer finalist) en FC Nantes (voor de tweede keer finalist). AS Saint-Étienne veroverde voor de derde keer de beker door FC Nantes met 5-0 te verslaan.
AS Saint-Étienne behaalde als eerste club voor de tweede keer de dubbel (landstitel en beker) in het Franse voetbal. Als landskampioen vertegenwoordigde AS Saint-Étienne Frankrijk in de Europacup I, als bekerfinalist nam FC Nantes de plaats in de Europacup II 1970/71 in.

## Uitslagen

### 1/32 finale
De wedstrijden werden op 8 februari gespeeld. De beslissingswedstrijden op 15 februari. De 18 clubs van de Division 1 kwamen in deze ronde voor het eerst in actie.
| Winnaar               | Uitslag     | Verliezer               |
| --------------------- | ----------- | ----------------------- |
| AS Saint-Étienne      | 4-0         | FC Saint-Louis 1911     |
| FC Nantes             | 6-1         | RC Lens                 |
| Stade Rennes          | 5-1         | Stade Brest             |
| US Valenciennes-Anzin | 1-1 nv; 1-0 | US Quevilly             |
| FC Metz               | 2-2 nv; 1-0 | CS Pierrots Strasbourg  |
| SCO Angers            | 2-1         | AS Angoulême            |
| Limoges FC            | 1-0         | Olympique Avignon       |
| RFC Paris-Neuilly     | 1-0         | Lille OSC               |
| Olympique Nîmes       | 1-0 nv      | Olympique Marseille     |
| US Le Mans            | 2-0         | US Saintes              |
| Olympique Lyon        | 1-0         | AS Aix                  |
| Sporting Toulon       | 3-1         | AS Monaco               |
| OGC Nice              | 3-1         | FC Antibes              |
| SEC Bastia            | 2-0         | Olympique Saint-Quentin |
| AC Arlès              | 3-1 nv      | ESCN La Ciotat          |
| US Baume-les-Dames    | 2-1         | AS Nancy                |

| Winnaar              | Uitslag     | Verliezer               |
| -------------------- | ----------- | ----------------------- |
| FC Grenoble          | 2-0         | USM Malakoff            |
| RC Strasbourg        | 3-0         | RCFC Besançon           |
| FC Sochaux           | 3-1         | FC Mulhouse             |
| FC Gueugnon          | 1-0         | AC Ajaccio              |
| CS Sedan             | 3-0         | ES Viry-Châtillon       |
| US Albi              | 2-1         | EDS Montluçon           |
| FC Annecy            | 2-1         | AS Montferrand          |
| Red Star Paris       | 2-1         | US Dunkerque            |
| Stade Poitiers       | 3-1         | Stade Saint-Germain     |
| Stade Reims          | 2-0         | US Saint-Omer           |
| RS Champigny-Cœuilly | 4-3         | SO Merlebach            |
| FC Rouen             | 3-0         | US Granville            |
| Girondins Bordeaux   | 1-0         | FC Lorient              |
| CA Mantes            | 2-1         | Amiens SC               |
| Chamois Niort FC     | 1-0         | SC Auscitain            |
| AS Mazargues         | 2-2 nv; 2-1 | Stella Maris Douarnenez |

### 1/16 finale
De wedstrijden werden op 28 februari (Nantes - Strasboug) en 1 maart gespeeld, de enige beslissingswedstrijd op 8 maart.
| Winnaar               | Uitslag | Verliezer      |
| --------------------- | ------- | -------------- |
| AS Saint-Étienne      | 4-2     | FC Grenoble    |
| FC Nantes             | 2-1     | RC Strasbourg  |
| Stade Rennes          | 3-2     | FC Sochaux     |
| US Valenciennes-Anzin | 2-1     | FC Gueugnon    |
| FC Metz               | 3-2 nv  | CS Sedan       |
| SCO Angers            | 2-1     | US Albi        |
| Limoges FC            | 1-0     | FC Annecy      |
| RFC Paris-Neuilly     | 1-0 nv  | Red Star Paris |

| Winnaar            | Uitslag     | Verliezer            |
| ------------------ | ----------- | -------------------- |
| Olympique Nîmes    | 7-0         | Stade Poitiers       |
| US Le Mans         | 3-1         | Stade Reims          |
| Olympique Lyon     | 3-0         | RS Champigny-Cœuilly |
| Sporting Toulon    | 2-1         | FC Rouen             |
| OGC Nice           | 1-0         | Girondins Bordeaux   |
| SEC Bastia         | 2-1         | CA Mantes            |
| AC Arlès           | 2-1         | Chamois Niort FC     |
| US Baume-les-Dames | 1-1 nv; 1-0 | AS Mazargues         |

### 1/8 finale
De heenwedstrijden werden op 22 maart gespeeld (US Baume-les-Dames speelde zijn wedstrijd in Besançon), de terugwedstrijden op 26, 27, 28 en 29 maart. De beslissingswedstrijden op 1 april in Parijs (St.-Étienne - Nîmes), 4 april in Marseille (Metz - Nice) en 5 april in Lyon (Valenciennes - Toulon) en Nîmes (Angers - Bastia).
 * = eerst thuis 
| Winnaar               | Uitslag          | Verliezer         |
| --------------------- | ---------------- | ----------------- |
| AS Saint-Étienne      | 0-1, 2-1 nv; 2-0 | Olympique Nîmes * |
| FC Nantes             | 4-0, 2-0         | US Le Mans *      |
| Stade Rennes *        | 3-2, 1-1         | Olympique Lyon    |
| US Valenciennes-Anzin | 0-2, 2-0 nv; 1-0 | Sporting Toulon * |

| Winnaar           | Uitslag          | Verliezer            |
| ----------------- | ---------------- | -------------------- |
| FC Metz           | 1-2, 1-0 nv; 1-0 | OGC Nice *           |
| SCO Angers        | 2-0, 1-3 nv; 3-1 | SEC Bastia *         |
| Limoges FC        | 1-0, 4-0         | AC Arlès *           |
| RFC Paris-Neuilly | 1-2, 1-0 nv; 2-1 | US Baume-les-Dames * |

### Kwartfinale
De heenwedstrijden werden op 10, 11 en 12 april gespeeld, de terugwedstrijden op 18 en 19 april. De enige beslissingswedstrijd op 26 april in Troyes.
 * = eerst thuis 
| Winnaar               | Uitslag          | Verliezer           |
| --------------------- | ---------------- | ------------------- |
| AS Saint-Étienne      | 1-1, 5-0         | FC Metz *           |
| FC Nantes             | 2-2, 2-0         | SCO Angers *        |
| Stade Rennes          | 3-1, 4-0         | Limoges FC *        |
| US Valenciennes-Anzin | 1-2, 1-0 nv; 2-1 | RFC Paris-Neuilly * |

### Halve finale
De heenwedstrijden werden op 9 mei gespeeld, de terugwedstrijden op 15 (AS Saint-Étienne - Stade Rennes) en 16 mei (FC Nantes - US Valenciennes-Anzin).
 * = eerst thuis 
| Winnaar          | Uitslag  | Verliezer               |
| ---------------- | -------- | ----------------------- |
| AS Saint-Étienne | 1-0, 1-1 | Stade Rennes *          |
| FC Nantes        | 2-0, 0-0 | US Valenciennes-Anzin * |

### Finale
De wedstrijd werd op 31 mei 1970 gespeeld in het Stade Olympique Yves-du-Manoir in Colombes voor 32.894 toeschouwers. De wedstrijd stond onder leiding van scheidsrechter Robert Héliès.
| Winnaar                                                                                      | Uitslag | Finalist  |
| -------------------------------------------------------------------------------------------- | ------- | --------- |
| AS Saint-Étienne                                                                             | 5-0     | FC Nantes |
| Patrick Parizon 26' Georges Bereta 40' Robert Herbin 51' Hervé Revelli 74' Hervé Revelli 87' |         |           |

1917/18 · 1918/19 · 1919/20 · 1920/21 · 1921/22 · 1922/23 · 1923/24 · 1924/25 · 1925/26 · 1926/27 · 1927/28 · 1928/29 · 1929/30 · 1930/31 · 1931/32 · 1932/33 · 1933/34 · 1934/35 · 1935/36 · 1936/37 · 1937/38 · 1938/39 · 1939/40 · 1940/41 · 1941/42 · 1942/43 · 1943/44 · 1944/45 · 1945/46 · 1946/47 · 1947/48 · 1948/49 · 1949/50 · 1950/51 · 1951/52 · 1952/53 · 1953/54 · 1954/55 · 1955/56 · 1956/57 · 1957/58 · 1958/59 · 1959/60 · 1960/61 · 1961/62 · 1962/63 · 1963/64 · 1964/65 · 1965/66 · 1966/67 · 1967/68 · 1968/69 · 1969/70 · 1970/71 · 1971/72 · 1972/73 · 1973/74 · 1974/75 · 1975/76 · 1976/77 · 1977/78 · 1978/79 · 1979/80 · 1980/81 · 1981/82 · 1982/83 · 1983/84 · 1984/85 · 1985/86 · 1986/87 · 1987/88 · 1988/89 · 1989/90 · 1990/91 · 1991/92 · 1992/93 · 1993/94 · 1994/95 · 1995/96 · 1996/97 · 1997/98 · 1998/99 · 1999/00 · 2000/01 · 2001/02 · 2002/03 · 2003/04 · 2004/05 · 2005/06 · 2006/07 · 2007/08 · 2008/09 · 2009/10 · 2010/11 · 2011/12 · 2012/13 · 2013/14 · 2014/15 · 2015/16 · 2016/17 · 2017/18 · 2018/19 · 2019/20 · 2020/21 · 
2021/22 · 2022/23 · 2023/24 · 2024/25 ·